# Спокусник (фільм, 1954)
«Спокусник» (італ. Il seduttore) — італійський комедійний фільм 1954 року режисера Франко Россі. Екранізація п’єси Дієго Фаббрі.

## Сюжет
Страховий тридцятирічний службовець Альберто (Альберто Сорді), який кохає свою дружину, старається переконати свого начальника, що він дуже досвідчений у супружніх зрадах. Вихваляючись своїми уявними любовними перемогами він заплутується у відносинах зі своїми «коханками». А як на це зреагує його дружина Норма (Леа Падовані)?

## Ролі виконують

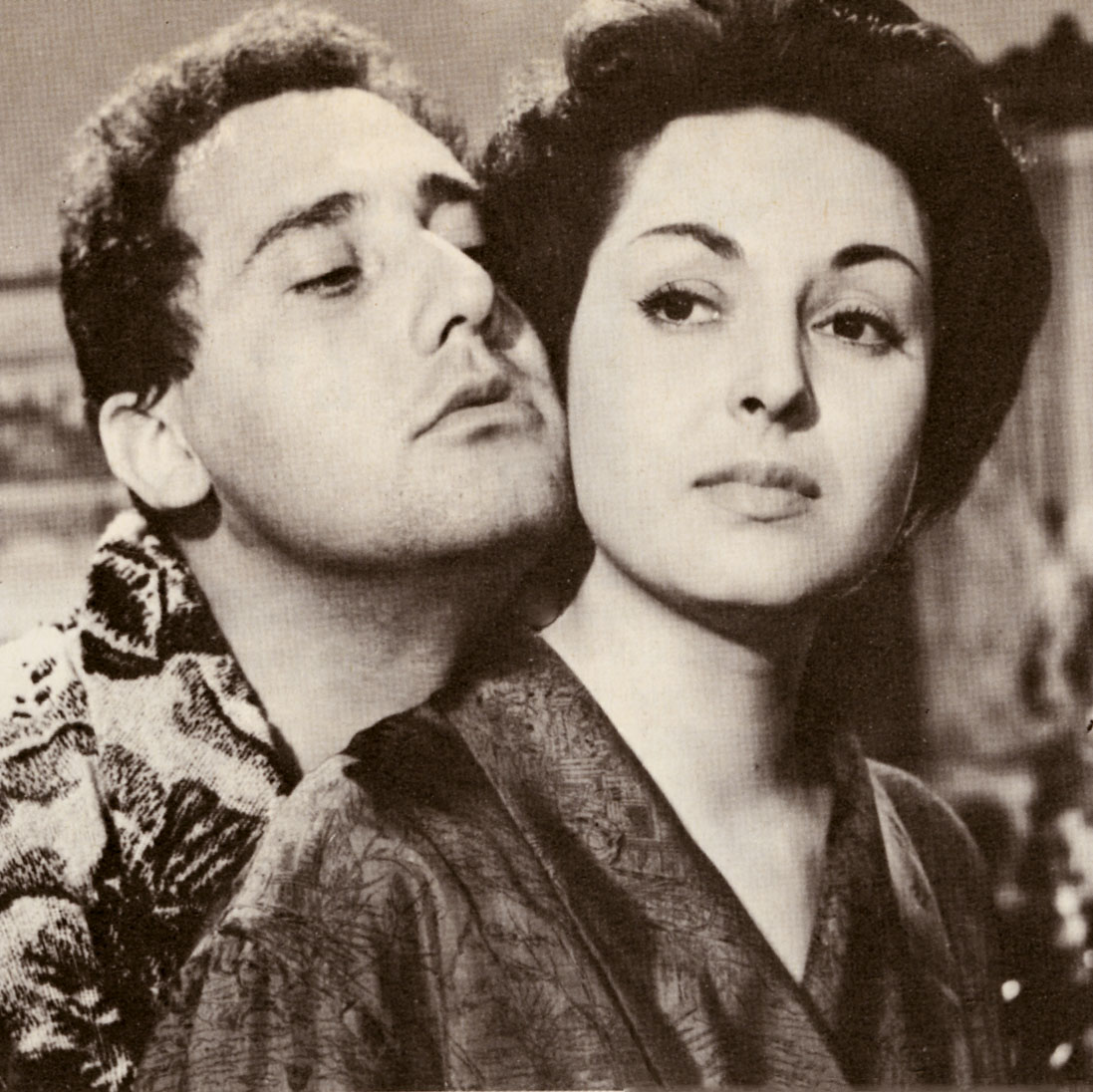
Альберто Сорді та
Леа Падовані

- Альберто Сорді — Альберто
- Леа Падовані — Норма
- Жаклін П'єре[fr] — Жаклін
- Деніз Грей[it] — мати Жаклін
- Лія Аманда — Аліна
- Мара Берні[it] — заручена
- Рікардо Куччола — працівник
- Міно Доро[it] — командир
- Ніно Вінгеллі[it] — швейцар готелю
- Енніо Джіроламі[it] — співак

## Навколо фільму
- До 31 березня 1959 року дохід від фільму становив £ 314 074 618.